# Castell d'Almizra
El castell d'Almizra és un castell del Camp de Mirra (Alt Vinalopó, País Valencià), actualment quasi en ruïnes. Està situat sobre el tossal de Sant Bertomeu, a pocs metres del nucli urbà. Històricament va viure un episodi important en les guerres entre la corona de Castella i Aragó, com és la signatura del Tractat d'Almizra entre Jaume I i Alfons X el Savi, el 26 de març del 1244. Gràcies a aquest fet, existeixen nombroses referències històriques al castell des del segle xiii.
Els materials trobats mostren un poblament que es va iniciar en l'edat del bronze i va continuar ininterrompudament fins l'època ibèrica i, després d'un buit poblacional, a l'edat mitjana. El castell en si probablement fou un lloc fronterer entre els de Villena i Biar, que sí s'han conservat. La seua àrea seria d'uns 34 per 15 metres, tot i que a causa del seu estat ruïnós només s'aprecien restes de l'emmurallament i elements auxiliars. Es conserven restes de tàpia d'origen musulmà, així com faena de pedra picada més típicament cristiana. L'estratigrafia mostra un nivell d'incendi que no s'ha pogut esclarir fidelment. L'única estructura que queda en peus, una torre, data del segle xiv. El conjunt va ser declarat Bé d'Interés Cultural l'any 2003.
Actualment es troba en estat ruïnós i només poden apreciar-se escassos vestigis dels seus emmurallaments, així com alguns elements auxiliars. Els basaments d'una de les seues torres, d'època cristiana, serveixen de dependència a l'ermita de Sant Bertomeu. En un dels seus murs hi ha un mosaic ceràmic amb la inscripció:
| « | Aquí, en este mismo Castillo, se firmó un 26 de marzo de 1244 el Tratado de Almizra entre el rey Jaime I el Conquistador y el infante Alfonso X de castilla para establecer la primera frontera del País Valenciano. | » |